# NGC 2436
NGC 2436 je galaksija u zviježđu Risu.

## Vanjske poveznice
- SEDS: NGC 2436